# Bongo Bongo Bongo
Bongo Bongo Bongo è la versione italiana (testo di Devilli) del brano musicale Civilization di Bob Hilliard e Carl Sigman. Portata al successo nel 1947 da Nilla Pizzi e Luciano Benevene, fu anche incisa nel 1949 dai due cantanti insieme al Duo Fasano.

## Descrizione
Cantata dal personaggio di Lina Stroppiani (interpretato da Sophia Loren) nel film di Alessandro Blasetti Peccato che sia una canaglia (1954), nel 1985 fu riproposta da Renzo Arbore nella trasmissione televisiva Quelli della notte, mentre a fine anni Novanta Rino Tommasi e Gianni Clerici la utilizzano come introduzione alle loro telecronache tennistiche su Tele+ e in seguito su Sky Sport. Nel 1994 fu incisa da Christian De Sica e pubblicata sia come singolo sia all'interno dell'album Sono tre parole.
La versione originale statunitense era stata rappresentata nel 1947 a Broadway nel musical Angel in the Wings e venne incisa anche dalle Andrews Sisters insieme a Danny Kaye.
È presente anche nella colonna sonora dei videogiochi Fallout 3 del 2008, Fallout 4 del 2015 e nel film La scuola più bella del mondo di Luca Miniero del 2014.